# Marabu-pequeno
O marabu-pequeno (Leptoptilos javanicus) é uma espécie de ave cicconiforme da família Ciconiidae. É uma espécie muito difundida que se reproduz no sul da Ásia, desde o leste da Índia até o sul da China e a ilha de Java. Nenhuma subespécie é reconhecida.

## Descrição
É uma ave grande, com 110 a 120 cm de altura, pesando cerca de 5 kg e com uma envergadura de 210 cm. No entanto, é o menor membro do gênero Leptoptilos. A parte superior do corpo e as asas são pretas, mas a barriga e a área da cauda são brancas. Sua cabeça e pescoço não têm penas, semelhantes às dos abutres. Seu bico é pálido, longo e grosso. Os juvenis são muito semelhantes aos adultos.
Enquanto a maioria das aves pernaltas voa com o pescoço estendido, as três espécies de Leptoptilos retraem o pescoço enquanto voam, assim como fazem as garças.
O marabu-pequeno nidifica em áreas úmidas de planícies tropicais. Constrói um ninho de pequenos ramos nas árvores. Frequentemente forma pequenas colônias.
Como a maioria de seus parentes, o marabu-pequeno se alimenta principalmente de sapos e grandes insetos, embora sua dieta também inclua pequenos pássaros, répteis e roedores. Também se alimenta de carniça, para a qual sua cabeça e pescoço nus são uma adaptação adequada.

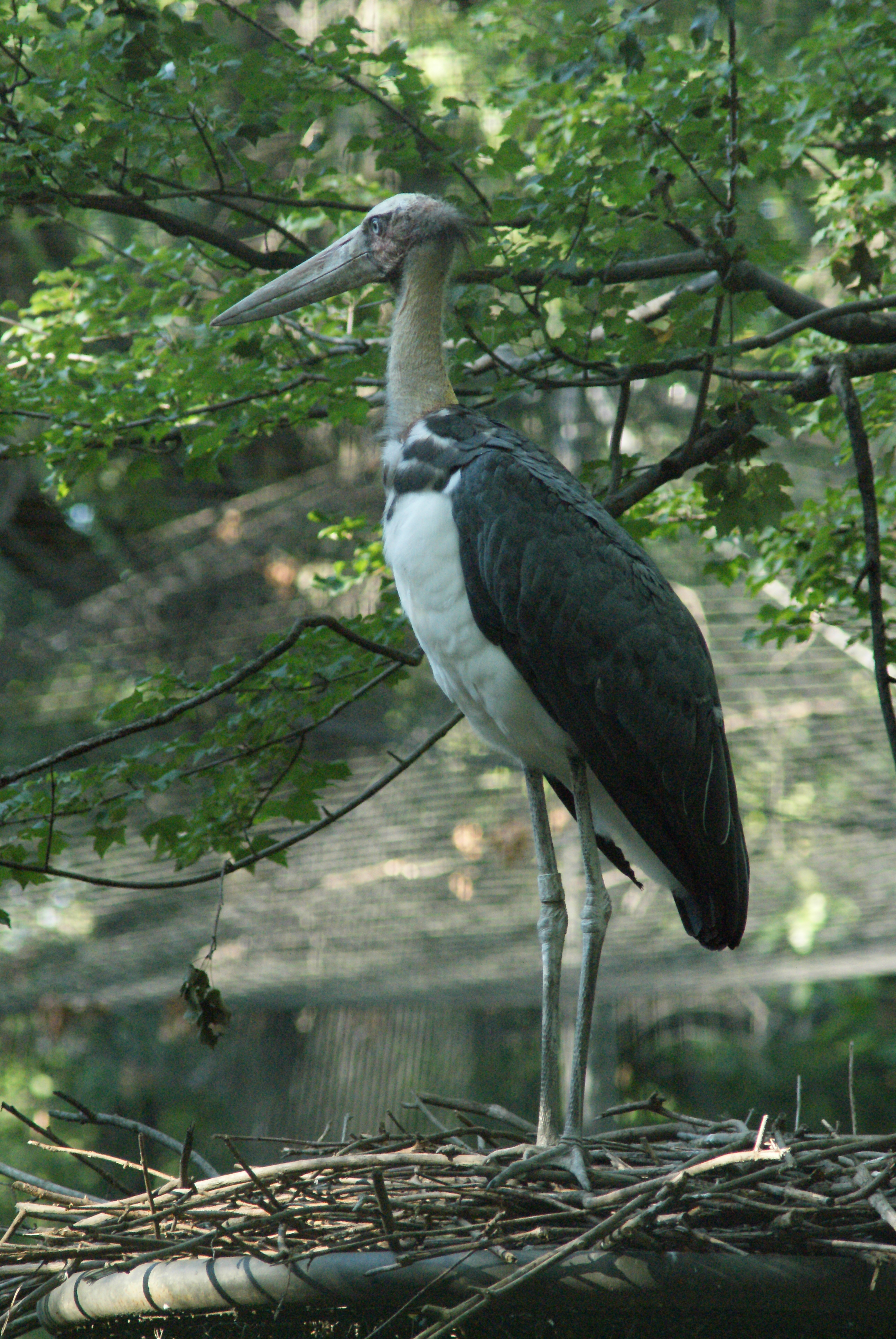
Marabu-pequeno.